# Franjo Marković
Franjo Marković (ili Franjo pl. Marković) (Križevci, 26. srpnja 1845. – Zagreb, 15. rujna 1914.), hrvatski filozof i književnik.
Prvi profesor filozofije na obnovljenom zagrebačkom sveučilištu od 1874. Akademik. Brani samosvojnost filozofije kao metafizike nasuprot skolastici s jedne, te pozitivizmu i materijalizmu s druge strane. 
Najvažnije filozofsko djelo mu je "Razvoj i sustav obćenite estetike", koje je utjecalo na razvoj hrvatske filozofije zbog pregleda povijesti estetike na hrvatskom jeziku i uvođenja novih filozofskih termina. Utemeljitelj je istraživanja hrvatske filozofske baštine.
Pisac je lirsko-refleksivne poezije, epskih spjevova i drama. Izrazit je romantičar ("nacionalno-romantički duh"), a u pjesništvu sljedbenik Adama Mickiewicza.

## Životopis
Rođen u plemićkoj obitelji, od oca Antuna i majke Josipe r. Šugh. Gimnaziju pohađa u plemićkom konviktu u Zagrebu i završava ju 1862. godine. Godine 1862. odlazi na studij klasične filologije i slavistike u Beču. Završava studij 1865., a iduće godine polaže ispit za gimnazijskog profesora. Radi kao gimnazijski suplent, a zatim i "pravi učitelj" u gimnaziji u Osijeku. Od 1870. do 1874. godine je bio profesor u Klasičnoj gimnaziji u Zagrebu. Godine 1870. nakon jedne političke demonstracije napušta službu i odlazi na studij filozofije u Beč, a zatim u Dresden, Leipzig, Berlin i Pariz, 1872. je doktorirao filozofiju.
Godine 1874. imenovan za prvog voditelja nezavisne katedre za filozofiju u Zagrebu i dekana Filozofskog (Mudroslovnog) fakulteta. Te je godine osnovano obnovljeno Zagrebačko sveučilište, unutar njega Filozofski fakultet (tada "Mudroslovni") i na njemu Katedra za filozofiju (tj. "Stolica za mudroslovje teoretično i praktično sa povjestnicom"). Rektor je Sveučilišta od 1881. – 1882. Predavao do mirovine 1909.
Urednik je Vijenca od 1872. – 1873. Član je odbora Matice Hrvatske od 1875. Pravi član JAZU od 1876.
Zastupnik križevačkog kotara u Saboru Hrvatske i Slavonije u posljednja dva desetljeća 19. stoljeća (doba bana Khuena). Kao član umjerene opozicije, djelovao je u skladu sa svojim načelima, inzistirajući na etičkim načelima u politici. Kao  »tipičan reprezentant hrvatskog malog plemstva« (Bazala, str. 123)  brani hrvatske interese protiv mađarskih presizanja, zalaže se za zaštitu ustavnosti, za političke slobode i »duševni napredak i materijalni razvoj« pučanstva.

## Nastava filozofije
Držao je predavanja o svim filozofskim disciplinama (logika, psihologija, naravoslovlje, metafizika, etika, estetika, nauka o spoznaji, pedagogija i povijest filozofije). U to se doba u okviru općeg pojma "filozofija" proučavaju i povijest, zemljopis, jezikoslovlje, antropologija, pedagogija, prirodne znanosti i matematika, koje su predavali drugi profesori.
Filozofiju predaje prema sustavu koji je razradio J. F. Herbart, koji je u to doba (nakon revolucionarne 1848., kojoj su mnogo pridonijeli mladohegelovci, pa su vlasti nastojale suzbiti Hegelov i Kantov utjecaj) općeprihvaćen u Njemačkoj i Austro-ugarskoj. Njegov je sustav imao pedagoške kvalitete za razvoj dosljednosti i strogosti u pojmovnom mišljenju i zato pogodan da bude »propedautikom filozofijskoga duha u nas«. (Bazala, str. 14) (Albert Bazala, koji je 1909. od Markovića preuzeo katedru, napušta Herbartov sustav).  Pratio je aktualna duhovna kretanja, čitao njemačke, francuske, engleske i druge autore, te upoznavao studente s njihovim djelima, čak i ako ih nije odobravao.
Kao prvi profesor filozofije koji sustavno predaje, prevodi i piše na narodnom jeziku (a ne latinskom ili njemačkom), bitno je utjecao na razvoj hrvatskog stručnog filozofskog nazivlja.
Godine 1880. promovira Gjuru Arnolda kao prvog doktora filozofije, a tek 1894. ovaj mu se pridružuje u nastavi kao profesor. Arnold je, uz predavanja iz filozofije, vodio katedru za pedagogiju. Godine 1904. je Albert Bazala habilitirao za privatnog docenta iz filozofije.

## Filozofsko usmjerenje
Marković, prvi profesor filozofije koji nije svećenik, njeguje samosvjesnost filozofije nasuprot skolastičke tradicije i neoskolastike koju u to doba, pišući na narodnom jeziku, promoviraju profesor Bogoslovnog fakulteta Ante Bauer i drugi teolozi. S druge strane, braneći metafiziku, suprotstavlja se materijalizmu i pozitivizmu, koji u to doba prodiru u Hrvatsku, u čemu ga slijedi njegov učenik Albert Bazala. »Ništa vriedna ne nastaje ljudskim radom bez žive logične, estetične i etične težnje t.j. bez filosofijske težnje.« (cit. u: Despot, str. 21)

### Herbartova škola
U svojim predavanjima i pisanju nadovezuje se na metafizičku tradiciju europske misli, slijedeći u bitnom Herbartov formalistički sustav, koji nudi kompromis između egzaktnosti prirodnih znanosti i metafizičke spekulacije, s naglaskom na strogoći pojmovnog mišljenja. Ističe psihologiju kao ishodište filozofije (psihologizam): »Njezin (filozofije) nedogledni, potpuno nikad nedostižni cilj promišljen je sustav misli i u njemu onda sređenih čuvstava i težnjâ.« (Bazala, str 49)
Herbartova škola, pa tako i Marković, inzistira na očuvanju različitosti i nesvodljivosti psihičke i tvarne prirode, osobito se protiveći materijalističkom svođenju prve na drugu. Smatra da »racionalna psihologija i kozmologija svjedoče u prilog spiritizma« (odnosno protiv materijalizma: tvar je besvjesna i neslobodna, podložna zakonu uzročnosti, pa čovjekova svjesnost i sloboda ne mogu nikako biti proizvod tvari, nego višeg i savršenijeg bića, tj. duha. (Zenko, str. 62 id.; Bazala, str. 72 id. )

### Estetika
U estetici je formalist: estetičan je samo oblik, ne i sadržaj; tu njegova učenjačka osobnost potiskuje onu umjetničku. (Bazala, str. 49., 81 id.) Umjetnost mora pružiti estetski užitak; treba težiti sveopćem ljudskom idealu, uzdići se iz stvarnosti do vrijednosti. Zato je nesklon naturalizmu i realizmu: naturalizam jednostano prikazuje samo ružne i opake strane života. Predmet umjetnosti mora biti ne samo oblikom lijep, nego i sadržajem dostojan. Veliki su umjetnici »učitelji narodni, stvaraoci života«. (Bazala, str. 88–93)

### Etika
U etici je u većoj mjeri izlazio iz formalističkih okvira Herbartove škole, zanimajući se za suvremene pozitivističke i sociologijske struje i izražavajući vlastiti, snažni etički osjećaj. (Bazala, str. 49 id.) Osuđivao je naturalizam, materijalizam i Darwinovu teoriju evolucije, koji vode do »bankrota etike«, uzdižući bilo egoizam, bilo »korist za društvo, kako je shvaća javno mnjenje«. (Bazala, str. 97–98) Albert Bazala prilično opsežno kritizira ograničeno etičko učenje svojeg učitelja (slično je dijelio i Gjuro Arnold).

### Kritički duh i uzdizanje naroda
Herbartovo veličanje filozofije kao predvodnice kulture primijenjuje na hrvatske prilike. Ističe značaj napornog rada na spoznaji i njegovanja kritičkog duha. Filozofija ima dugoročnu prosvjetnu zadaću uzdizanja naroda. Filozofija je »osviješteni kulturni duh«, koja oblikuje i vodi k napretku kulturu naroda i njegovog »stila života« uopće. Stvara »duhovnu domovinu«, »domovinu misli«, koja je branik tvarne domovine. Učeći od drugih naroda, treba razviti samosvojnost na putu k spoznaji ideala istine, dobrote i ljepote.  To je dužnost ne samo prema narodu, nego i prema čovječnosti: filozofija i sad već zbližuje pojedince, a s vremenom ujedinit će i narode. (Bazala, str. 16–17 id.; Despot, str. 19–23)

## Književni rad
Objavio niz književnih djela, od kojih su najvažniji epovi i drame u nacionalno-romantičarskoj tradiciji. Za razliku od formalističke i racionalističke koncepcije u filozofiji, »Marković svoj "lični nazor", svoje čuvstvovanje i željenjem prožeto mišljenje sklanja pod okrilje poezije.« (Bazala, str. 55)
Obrađujući utglavnom teme iz povijesti, Marković se angažira u tadašnjoj borbi za afirmaciju hrvatsva protiv mađarske i njemačke prevlasti. Idilični ep Dom i svijet obrađuje suvremenu tematiku. Ep Kohan i Vlasta opisuje borbu starih Slavena i Nijemaca na Baltiku. Tragedija Karlo Drački prikazuje čovjeka koji strada u borbi za sveljudski ideal slobode protiv Rima i mađarskih feudalaca. Tragedije Benko Bot i Zvonimir prikazuju poroke i grabežljivost mađarskih velikaša i dvora. Pisao je također i pjesme, književne kritike i studije. Spjevao je riječi za zborsku pjesmu "U boj!" iz opere "Nikola Šubić Zrinski" Ivana Zajca.

## Filozofska djela
Zaokupljen predavanjima i književnim radom, objavio je malo djela iz filozofije. Objavio je knjigu Razvoj i sustav obćenite estetike (1903.).
Značajnije knjige i spisi izdani za njegovog života:
- Estetička ocjena Gundulićeva "Osmana", Zagreb, 1877.
- O piscih filozofijske struke a hrvatskoga roda, "Vienac", 44/1881. (Nastupni govor kao rektora)[3]
- Filosofijski rad Rugjera Josipa Boškovića, Zagreb, 1887. – 1888.
- Etički sadržaj naših narodnih poslovica, Zagreb, 1889.
- Prilog estetičkoj nauci o baladi i romanci, Zagreb, 1899.
- Razvoj i sustav obćenite estetike, Zagreb, 1903.

Godine 1970. izdana su njegova Izabrana djela u ediciji Pet stoljeća hrvatske književnosti, Sv. 44.
Sačuvano je niz rukopisa za predavanje, od kojih su neki obrađeni u i objavljeni u časopisu Prilozi za istraživanje hrvatske filozofske baštine.

## Vanjske poveznice
- Križevci.eu: Franjo Marković  Arhivirana inačica izvorne stranice od 7. listopada 2007. (Wayback Machine)
- Instut za filozofiju: Franjo Marković i neka dostupna djela
- Matica hrvatska  Arhivirana inačica izvorne stranice od 14. kolovoza 2017. (Wayback Machine) Knjige. Filozofijsko djelo Franje pl. Markovića. Zbornik radova. Priredio Stipe Kutleša